# Cygnus X
Cygnus X è una nube molecolare gigante posta nel cuore della Via Lattea boreale all'interno del Complesso nebuloso molecolare del Cigno, in direzione della costellazione del Cigno. Si tratta di una delle regioni galattiche in cui sono più attivi i fenomeni di formazione stellare; al suo interno sono presenti diverse singole regioni H II, brillanti associazioni OB e ammassi aperti, cui si aggiunge un gran numero di stelle giovani o in formazione.
Le stelle più massicce generatesi nella regione di Cygnus X sono raggruppate nella brillante associazione Cygnus OB2, una delle più massicce conosciute dell'intero Gruppo Locale di galassie; essa contiene alcune fra le stelle più grandi conosciute, come Cygnus OB2-12.

## Osservazione

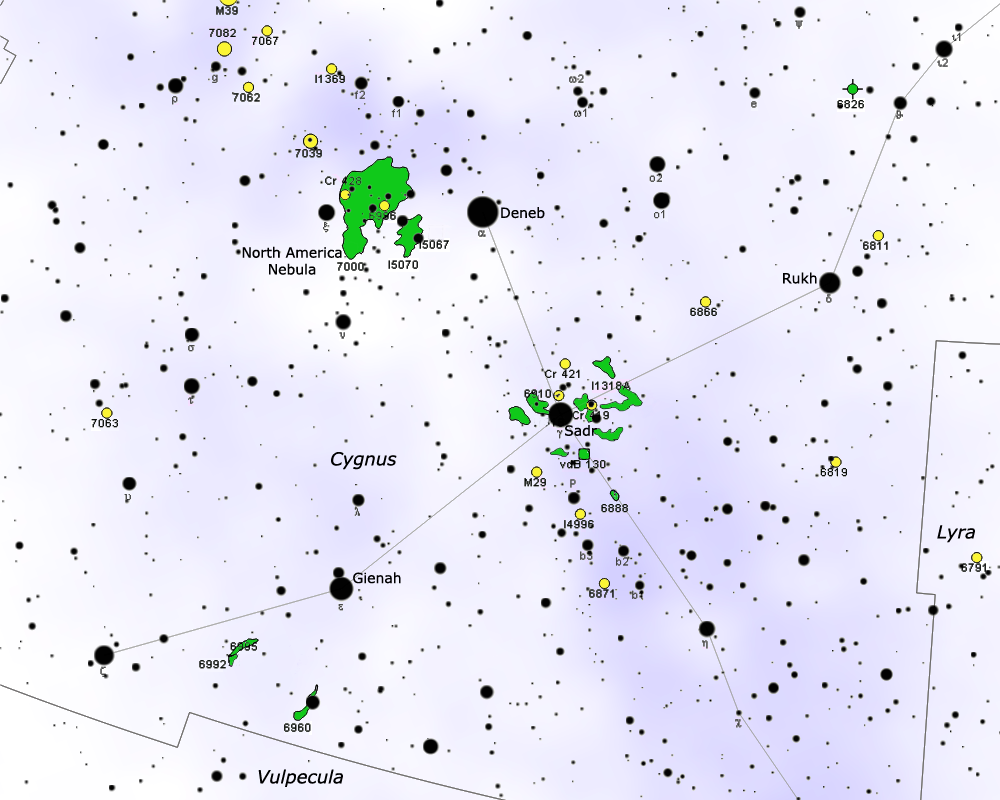
Mappa centrata sul complesso molecolare del Cigno, attorno alla stella Sadr; gran parte del complesso resta però nascosto dalle dense nubi di polveri oscure visibili fra Sadr e Deneb.

Cygnus X si trova in direzione del tratto di cielo compreso fra la brillante stella Deneb e Sadr, il cuore del Cigno. Nonostante le sue grandi dimensioni, non è possibile individuarla né ad occhio nudo, né con un binocolo o un piccolo telescopio; ciò che appare con un piccolo strumento è un insieme di aggregati di stelle e piccoli ammassi aperti, che formano un chiarore abbastanza evidente al punto che il tratto di Via Lattea di cui fanno parte è uno dei più luminosi del cielo.
Trovandosi nell'emisfero boreale ad una declinazione pari a circa +40°, l'area di Cygnus X è perfettamente osservabile da tutte le regioni settentrionali della Terra, da cui appare visibile per gran parte dell'anno e, a nord del 50º parallelo nord, persino circumpolare; questo ramo di Via Lattea domina completamente il cielo serale dell'estate e dell'autunno boreali, dove appare praticamente allo zenit alle medie latitudini settentrionali. Dall'emisfero australe invece questo tratto di cielo è osservabile con grande difficoltà, specie a partire dalle medie latitudini australi in direzione sud; nella fascia tropicale meridionale è invece discretamente osservabile.
Per poter notare anche la nebulosità associata è necessario un potente telescopio, ma il metodo migliore per poterla rilevare è quello di sfruttare le potenzialità dell'astrofotografia; occorre poi tener presente che la parte di cielo in cui si condensa la nube è in gran parte oscurata da un grande complesso di nebulose oscure, noto nell'emisfero nord come Fenditura del Cigno o "Sacco di Carbone boreale", che si frappone alla nostra linea di vista.

## Ambiente galattico e linea di vista

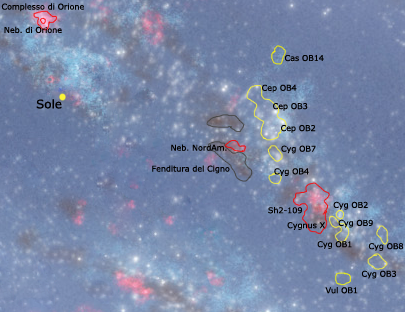
Mappa schematica della regione galattica in direzione del Cigno vista dal Sole.

La Via Lattea visibile in direzione della costellazione del Cigno è dominata dal grande complesso di nebulose oscure noto come Fenditura del Cigno; si tratta di un sistema di nubi a bassa velocità che sembra, dal nostro punto di vista, attraversare in senso longitudinale tutta la Via Lattea a sud di Sadr per una lunghezza pari a ben 86°. Questa nube si trova ad una distanza media di circa 700 parsec (pari a 2300 anni luce) e si estende per circa 1000 anni luce. Parte del gas di questo complesso riceve la radiazione di alcune stelle giovani e calde, diventando visibile e costituendo la Nebulosa Nord America e la Nebulosa Pellicano.
Al di là di questo sbarramento oscuro si trovano le grandi associazioni OB Cygnus OB7 e Cygnus OB4, più alcuni ammassi aperti osservabili senza eccessive difficoltà anche con piccoli strumenti, come NGC 6910 e il ben noto M29; entrambi si trovano ad oltre 5000 anni luce dal sistema solare. Nei pressi di questi ammassi si estende il Complesso nebuloso molecolare del Cigno, in cui è compresa Cygnus X, che assieme all'adiacente nebulosa Sh2-109 si estende per quasi 450 parsec di diametro, pari a ben 1400 anni luce.
Sul bordo che dalla Terra appare essere quello "meridionale" del complesso, ad una distanza di 5100 anni luce, si trova un altro ammasso aperto facilmente osservabile, NGC 6871. Nel settore del complesso posto in direzione opposta alla nostra linea di vista giacciono invece alcune fra le più intrinsecamente brillanti associazioni OB: è il caso dell'associazione Cygnus OB1, la più "meridionale", Cygnus OB9 e soprattutto la brillantissima Cygnus OB2, che contiene alcune fra le stelle più luminose conosciute all'interno della nostra Galassia, fra le quali spicca Cygnus OB2-12.

## Struttura

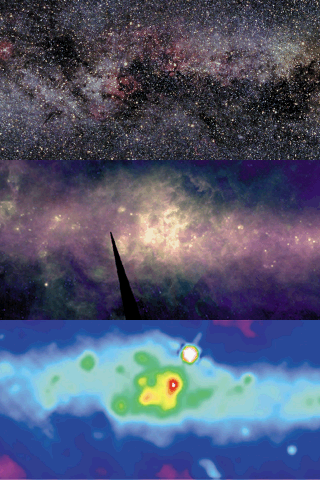
Immagine del complesso del Cigno a varie lunghezze d'onda: in alto nella luce visibile, al centro nell'infrarosso e in basso nelle onde radio (0,4 GHz).

Cygnus X è una delle regioni strutturalmente più complesse che giacciono sul piano galattico; si tratta di una vastissima nebulosità comprendente al suo interno delle strutture nebulose minori e un gran numero di associazioni OB. Originariamente nota come una singola e prominente sorgente di onde radio, fu chiamata con la sigla X per distinguerla dalla sorgente extragalattica Cygnus A. Con lo sviluppo delle tecniche di osservazione nelle varie lunghezze d'onda, sono state scoperte diverse centinaia di sorgenti radio, fino ad un numero di 800 negli anni ottanta; questi studi hanno anche mostrato che le regioni centrali del complesso sono anche le più fortemente oscurate.
Sebbene esista da tempo un certo consenso fra gli studiosi sulle strutture galattiche su larga scala presenti nella regione di Cygnus X, permane una certa difficoltà nella determinazione delle distanze cinematiche delle regioni di formazione stellare, dato che la differenza fra le varie velocità radiali è compatibile con la dispersione delle nubi galattiche. Il braccio di Perseo può essere tracciato tramite la mappatura della distribuzione delle varie regioni H II e delle stelle intrinsecamente più luminose; secondo questi studi, il complesso di Cygnus X si trova alla congiunzione fra il nostro braccio e quello di Perseo. Secondo altri studi, tuttavia, il braccio sarebbe quello del Cigno. Nel complesso Cygnus X sono stati identificati una settantina di oggetti stellari giovani di classe spettrale A e B a distanze fino a 2000 parsec (equivalenti a circa 6500 anni luce); basandosi sullo studio del 12CO si è scoperto che la gran parte di questi oggetti si trova entro i limiti estremi del Braccio di Orione.
Una delle strutture più dense e più facilmente osservabili facente parte di Cignus X è formata dal sistema nebuloso di IC 1318 (Sh2-108). A rendere brillante la nebulosa non è, come può sembrare, la stella Sadr, dato che in realtà non è legata al complesso molecolare: anche se si tratta di una stella molto distante, posta attorno ai 1500 anni luce dal sistema solare, è decisamente in primo piano rispetto al campo nebuloso. Il sistema di IC 1318 si trova completamente immerso nelle regioni più centrali del complesso molecolare del Cigno, assieme ad un gran numero di piccole strutture minori. Una intensa linea oscura separa le due sezioni più orientali di questa nebulosa, poco a sud-est di Sadr; si tratta di una nebulosa oscura classificata come LDN 889; secondo degli studi condotti su quest'area di cielo, sembrerebbe più o meno accertato che non si tratta di una banda di polveri in sovrapposizione sulla nostra linea di vista, ma, a differenza della gran parte delle nebulose oscure di questa regione, sarebbe proprio fisicamente legata a Cygnus X. Inoltre, la presenza di acqua nella forma di vapore come componente del mezzo interstellare locale sarebbe una diretta evidenza della presenza di protostelle; la formazione stellare, fenomeno per altro diffuso in questa regione della Galassia, sarebbe in via di rallentamento solo in alcune piccole aree alla periferia di questa sottostruttura.
La parte più intensa osservabile direttamente è proprio la sezione di IC 1318 visibile nei pressi della banda oscura LDN 889; le parti più occidentali si presentano invece più rarefatte e filamentose, il che farebbe pensare che questa parte è stata formata in realtà da una o più esplosioni di supernovae.

## Formazione stellare e strutture annesse

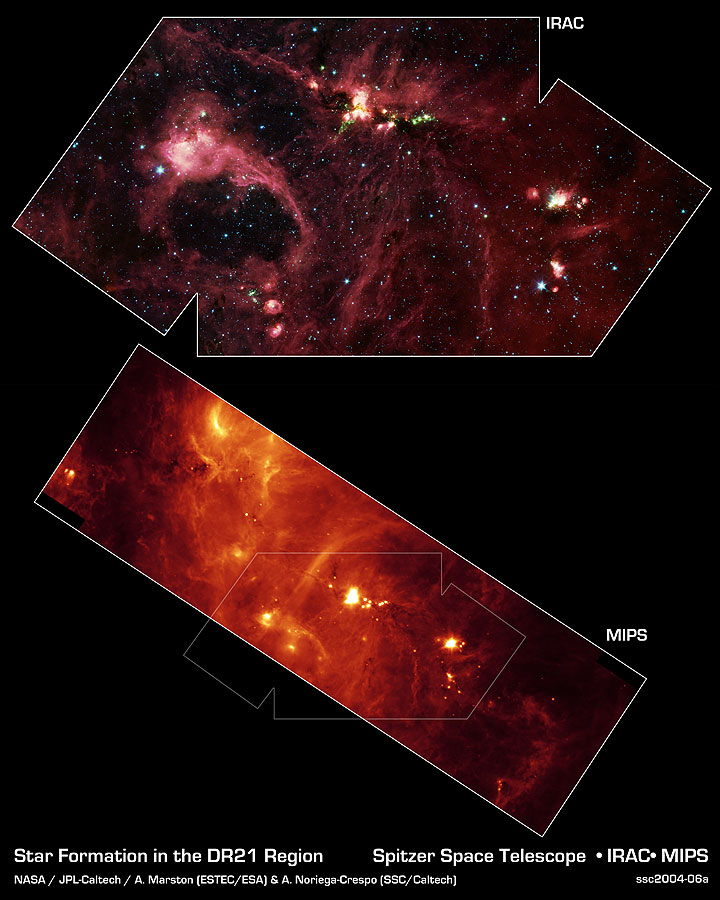
DR 21, una delle più massicce regioni di formazione stellare della Via Lattea.

Come sede di importanti fenomeni di formazione stellare, la regione di Cygnus X è ben evidente alle onde radio e ai raggi X. Dalle osservazioni alle onde radio appare che le nebulose brillanti che giacciono nel complesso Cygnus X si trovano in una regione galattica osservata tangenzialmente. Osservando le radiosorgenti si è scoperto che gran parte di esse è dovuta a materia ad alta temperatura e che la loro posizione coincide con quella delle regioni H II otticamente visibili. Osservando ai raggi X si evidenzia bene la struttura della superbolla, una struttura ad anello che si estende per 13°, rivelandosi di gran lunga come la formazione più grande e più energetica scoperta all'interno dei bracci della Via Lattea. Parti di questa struttura ad anello sono state scoperte fin dagli anni settanta e sono state classificate con le sigle Cygnus X-6 e Cygnus X-7, ma la loro natura, all'epoca della loro scoperta, non era ancora stata definita con chiarezza.
Si ritiene che difficilmente una struttura come quella di Cygnus X possa essere stata potenziata da un'unica grande esplosione di supernova (in grado di spiegare la forma della struttura, ma non la potenza delle emissioni); alcuni scienziati hanno suggerito che l'energia occorsa per potenziare il complesso sia giunta dal forte vento stellare in interazione con il denso mezzo interstellare della zona, prodotto probabilmente da una serie di consecutive esplosioni di supernovae; è stato infatti dimostrato che l'esplosione di un numero di supernovae compreso fra 30 e 100 distribuite su un lasso temporale compreso fra 3 e 10 milioni di anni avrebbe potuto apportare l'energia sufficiente per potenziare la regione al livello osservato. Le stelle progenitrici di queste esplosioni avrebbero tuttavia dovuto essere più vecchie di quelle che attualmente formano l'associazione Cygnus OB2, la più massiccia della regione.
Fra i singoli complessi nebulosi in cui è attiva la formazione stellare ve ne sono alcuni particolarmente brillanti; il più notevole e maggiormente studiato è noto con la sigla DR 21. Questo complesso, noto anche come W75, contiene una delle regioni di formazione stellare più massicce della Via Lattea; è associato ad un ammasso di stelle giovani e la sua distanza è stata dibattuta: fino agli anni ottanta si indicava per DR 21 una distanza di circa 10.000 anni luce, mentre misure più recenti hanno ridotto questo valore ad appena 5000 anni luce, trovandosi dunque all'interno di Cygnus .
DR 21 sarebbe formato da due nubi molecolari giganti in interazione fra loro. La regione più densa e più massiccia, localizzata in una posizione centrale, potrebbe essersi originata da un fenomeno di collasso generalizzato; in questa area ha avuto luogo la formazione di stelle calde, che hanno così illuminato i gas circostanti, trasformando la nube molecolare nella compatta regione H II che oggi è possibile osservare. DR 21 è una struttura estremamente giovane, dove le turbolenze e le pressioni originate dai corpi circostanti non hanno ancora alterato la struttura in modo da causare un rallentamento della contrazione.
Alle linee di emissione del CO si individuano dei getti bipolari, molto probabilmente causati da oggetti stellari giovani presenti al suo interno; questi getti sono fra i più potenti e massicci (M = >3000 M☉) finora conosciuti nella Via Lattea e possiedono un'energia tale da poter contrastare il collasso della stessa nube e potrebbero giocare un ruolo fondamentale nei fenomeni legati ad una sua eventuale dissipazione. Altri oggetti che testimoniano come i processi di formazione stellare siano particolarmente attivi sono i maser; all'interno di DR 21 sono ne sono noti diversi sia con emissioni OH che H2O. All'esterno della nube si osservano invece delle grandi strutture a filamenti, apparentemente create dalla materia espulsa dai getti, che sembrano in interazione con una grande bolla, al cui interno si trova l'ammasso stellare.
L'azione combinata del vento stellare delle stelle giovani dell'associazione e dell'onda d'urto causata dall'esplosione delle stelle più massicce come supernovae ha generato una gigantesca superbolla di idrogeno neutro nota come Cygnus Super-Bubble (Superbolla del Cigno); sebbene appaia in direzione dell'associazione Cygnus OB2, questa superbolla non è centrata su di essa, ma al contrario sarebbe una sovrapposizione di più strutture cave generate in aree differenti: in particolare si ritiene che la sua parte meridionale sia connessa con l'associazione Cygnus OB4, situata in primo piano rispetto a Cygnus X.

## Associazioni OB
Un'associazione OB è una giovane associazione stellare che contiene da 10 a 100 stelle massicce di classe spettrale O e B, ossia blu e molto calde; si formano assieme nelle nubi molecolari giganti, il cui gas residuo, una volta che le stelle sono formate, viene spazzato via dal forte vento stellare. Nel giro di pochi milioni di anni, gran parte delle stelle più luminose dell'associazione esplode come supernova, mentre le stelle più piccole sopravvivono, avendo una massa inferiore, per molto più tempo. Si crede che la gran parte delle stelle della nostra Galassia appartenesse in origine ad associazioni OB. Paradossalmente, si possono conoscere più facilmente le associazioni OB di altre galassie piuttosto che della nostra, a causa della presenza delle nubi oscure che mascherano la gran parte degli oggetti interni alla Via Lattea.
Le associazioni OB situate all'interno di Cygnus X contengono le stelle brillanti responsabili dell'eccitazione dei gas e delle polveri, che diventano luminose e possono essere osservate anche otticamente.

### Cygnus OB1
Cygnus OB1 è un'estesa associazione di stelle giovani e calde; appare connessa con un sistema di gas formante una superbolla, osservabile nel lontano infrarosso da strumenti come l'IRAS; secondo alcuni studi condotti in questa lunghezza d'onda, questa struttura si è rivelata essere molto giovane, appena un milione di anni, e si sarebbe formata tramite una sovrapposizione di più bolle. La sua morfologia, non sferica, è probabilmente il risultato della distribuzione spaziale delle stelle massicce della regione. Lo studio di questa bolla consente anche di rivelare che le stelle dell'associazione non si sarebbero formate in un unico processo di formazione stellare: infatti, le stelle attualmente più massicce di Cygnus OB1 si sarebbero formate in un secondo momento rispetto alle altre componenti, dato che ancora si trovano nella fase di stella di Wolf-Rayet; inoltre, le dimensioni della superbolla rivelano che essa si sarebbe originata dall'esplosione di tre o massimo cinque supernovae risultanti da stelle con una massa compresa fra 45 e 80 masse solari.

### Cygnus OB2

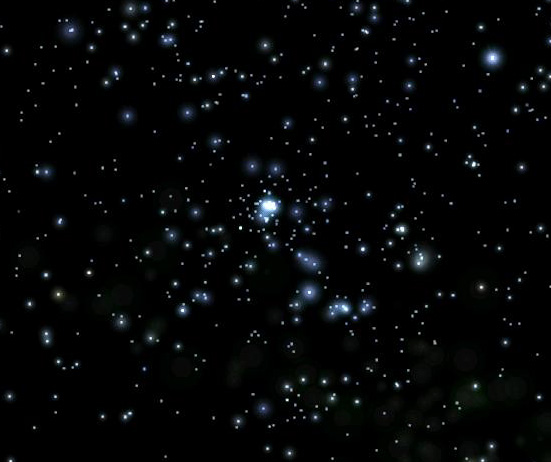
L'associazione Cygnus OB2 vista col programma Celestia.

Cygnus OB2 è una delle associazioni OB più brillanti e concentrate della Via Lattea; è formata da un gran numero di stelle supergiganti di colore blu, alcune delle quali sono anche fra le più intrinsecamente luminose conosciute. Le sue componenti sono estremamente giovani e mostrano una velocità di rotazione moderatamente ridotta. Le stelle di classe spettrale O e B sarebbero in tutto circa 2600±400, fra le quali 90-100 di classe O; la massa totale delle stelle dell'ammasso si aggira attorno a 40.000-100.000 M⊙, concentrata entro un raggio di appena 30 parsec. Alcune delle componenti più massicce sono stelle binarie; fra queste sono note quattro binarie a eclisse e un sistema a tre stelle (Cygnus OB2-5) in cui una delle componenti sarebbe una stella di Wolf-Rayet.
Lo spettro delle stelle di Cygnus OB2 e la loro temperatura sono stati analizzati in diversi studi, nei quali è anche emerso che molte delle componenti sono soggette ad una forte perdita di massa causata dal loro forte vento stellare. La presenza in percentuale di idrogeno ed elio è simile in tutte le stelle eccetto una, Cygnus OB2-7, dove l'elio sarebbe presente in quantità maggiore rispetto alle altre. Poco in disparte rispetto al centro dell'associazione si trova Cygnus OB2-12, una stella ipergigante fra le più brillanti conosciute all'interno della Via Lattea; la sua magnitudine assoluta è pari a circa -12, e se non fosse per l'estinzione luminosa, la stella avrebbe, vista dalla Terra, una magnitudine apparente pari a 1,5, ossia molto simile a quella apparente di Deneb, ma a causa dell'assorbimento operato dalle polveri la magnitudine visuale scende a 11,4, restando dunque invisibile ad occhio nudo.
Alcuni studiosi, considerando la massa, la densità e le dimensioni dell'associazione, hanno ipotizzato che Cygnus OB2 sia in realtà un esempio di ammasso globulare in formazione: oggetti simili sono stati osservati sia nella Grande Nube di Magellano, sia nelle regioni di formazione stellare presenti in altre galassie; si è anche fatto notare che questo sarebbe il primo di questa classe di oggetti noto all'interno della nostra Galassia.

### Libri

#### Opere generali
- (EN) Stephen James O'Meara, Deep Sky Companions: Hidden Treasures, Cambridge University Press, 2007, ISBN 0-521-83704-9.
- (EN) Robert Burnham, Jr, Burnham's Celestial Handbook:  Volume Two, New York, Dover Publications, Inc., 1978.
- (EN) Chaisson, McMillan, Astronomy Today, Englewood Cliffs, Prentice-Hall, Inc., 1993, ISBN 0-13-240085-5.
- (EN) Thomas T. Arny, Explorations:  An Introduction to Astronomy, 3 updatedª ed., Boston, McGraw-Hill, 2007, ISBN 0-07-321369-1.
- AA.VV, L'Universo - Grande enciclopedia dell'astronomia, Novara, De Agostini, 2002.
- J. Gribbin, Enciclopedia di astronomia e cosmologia, Milano, Garzanti, 2005, ISBN 88-11-50517-8.
- W. Owen, et al, Atlante illustrato dell'Universo, Milano, Il Viaggiatore, 2006, ISBN 88-365-3679-4.
- J. Lindstrom, Stelle, galassie e misteri cosmici, Trieste, Editoriale Scienza, 2006, ISBN 88-7307-326-3.

#### Sull'evoluzione stellare
- (EN) C. J. Lada, N. D. Kylafits, The Origin of Stars and Planetary Systems, Kluwer Academic Publishers, 1999, ISBN 0-7923-5909-7.
- A. De Blasi, Le stelle: nascita, evoluzione e morte, Bologna, CLUEB, 2002, ISBN 88-491-1832-5.
- C. Abbondi, Universo in evoluzione dalla nascita alla morte delle stelle, Sandit, 2007, ISBN 88-89150-32-7.
- M. Hack, Dove nascono le stelle. Dalla vita ai quark: un viaggio a ritroso alle origini dell'Universo, Milano, Sperling & Kupfer, 2004, ISBN 88-8274-912-6.

### Carte celesti
- Toshimi Taki, Taki's 8.5 Magnitude Star Atlas, su geocities.jp, 2005. URL consultato il 27 maggio 2011 (archiviato dall'url originale il 5 novembre 2018). - Atlante celeste liberamente scaricabile in formato PDF.
- Tirion, Rappaport, Lovi, Uranometria 2000.0 - Volume I - The Northern Hemisphere to -6°, Richmond, Virginia, USA, Willmann-Bell, inc., 1987, ISBN 0-943396-14-X.
- Tirion, Sinnott, Sky Atlas 2000.0, 2ª ed., Cambridge, USA, Cambridge University Press, 1998, ISBN 0-933346-90-5.
- Tirion, The Cambridge Star Atlas 2000.0, 3ª ed., Cambridge, USA, Cambridge University Press, 2001, ISBN 0-521-80084-6.